# Jean-Joseph Brival
Jean-Joseph Brival (1727-1802) est évêque constitutionnel de la Corrèze de 1791 à 1793.

## Biographie
Il est né le 9 avril 1727 à Fougères, près de Saint-Hilaire-Peyroux, dans une famille aisée de magistrats. Élève des Jésuites puis membre de l'ordre des Jésuites, il fut professeur de philosophie à Poitiers avant de devenir curé de Palazinges puis de Lapleau en 1783. Il en fut le premier maire de 1790 à 1791.
Son neveu, Jacques Brival, procureur général syndic de la commune de Tulle et futur député à la Convention nationale, le fait élire par 85 voix sur 165, évêque constitutionnel du diocèse de la Corrèze le 22 février 1791. Il quitta Lapleau, ovationné par la population. Il fut sacré à Paris le 13 mars 1791.
Écœuré par l’état de décadence morale qui règne à Tulle sa ville épiscopale, il est raillé par les tullistes pour son manque de caractère et de charisme qui le traitent d’évêque de la Solane. En 1793 il fait une visite pastorale mais une émeute anti-religieuse éclate, le culte de la Raison est institué et la cathédrale profanée, le 27 novembre 1793. Pour ne pas avoir à apostasier il se retire dans sa propriété de Saint-Hilaire-Peyroux. Seize mois plus tard il réapparait en 1795. Il adhère à la première encyclique du 15 mars 1795 et assiste au concile de 1797 et démissionna en 1801, avec les autres évêques constitutionnels, lors de la signature du concordat et le diocèse est supprimé. Retiré à Saint-Hilaire-Peyroux, il y vécut dans la pauvreté et l'oubli jusqu’à son décès le 18 janvier 1802 à Tulle.